# Сплитска рива
Сплитска рива или Рива је сплитска пешачка улица посвећена Хрватском народном препороду из 18. и 19. века. Данашњи облик је почео да добија захваљујући Првом француском царству, односно наредби маршала Мармона из 1807. године. Настала је из тадашње одбрамбене стратегије Француске, у страху од преузимања града од Велике Британије и Руске империје, када је маршал Мармонт наредио рушење јужног дела венецијанског замка на обали, западног полубастиона Сан Антонија и двора између тог полубастиона и бастиона Приули. Све до 1990. године била је прометна улица јер је претворена у пешачку зону.

## Историја

### Вегетација
У Сплиту су 1910. године почели преговори о садњи палми дуж Француске обале и уклањању постојећег низа дудова. Тако су се прве палме на сплитској Риви почеле садити у периоду од 1920. до 1922. због атмосфере Медитерана из туристичких разлога.
Последња, који је била и најстарија палма из периода 1927, засађена је 1928. на сплитској Риви, а посечена је због болести 2003. године. Била је висока око осамнаест метара. На њеном месту засађена је нова канарска урма.

## Манифестације
На Сплитској риви се редовно одржавају новогодишњи концерти, прославља се Дан града Сплита, поздрављају се успеси спортиста попут Горана Иванишевића, прослављају се нове титуле ФК Хајдука Сплита, КК Сплита, олимпијаца и других спортиста. На Риви се већ неколико деценија одржавају и политички форуми на којима се осликава политичка ситуација у Сплиту.

### Спортски дочеци
Више од сто хиљада људи на Риви је дочекало Горана Иванишевића након победе над Патриком Рафтером у финалу Вимблдона 2001.

### Концерти и фестивали
На Риви се традиционално одржавају догађаји, као и дочек Нове године.

## Галерија
- Рива 1901. године